# Fingeravtrycksdatabas
Fingeravtrycksdatabas är en biometrisk databas där fingeravtryck på brottslingar eller asylsökande eller andra grupper av människor, som av olika anledningar ska kunna identifieras, sparas.
Ett exempel på en sådan databas är Eurodac som är EU:s databas för identifikation av asylsökande över 14 år.
I USA används en liknande federal databas för att lagra inte bara fingeravtryck, utan även ärr, tatueringar, fysikaliska egenskaper som längd, vikt, färg på hår och ögon samt använda alias.
Databasen omfattar dömda kriminella, misstänkta terrorister, de som har tjänstgjort eller tjänstgör inom försvarsorganisationen samt civila som har varit eller är anställda inom den federala förvaltningen.
Den är världens största biometriska databas och har information om mer än 66,8 miljoner människor. Uppgifter om 8 000 till 10 000 nya personer läggs in varje dag.
Svarstiden är ungefär 10 minuter.
I Storbritannien används en databas av polisen för identifikation av misstänkta brottslingar och av migrationsmyndigheterna för att kontrollera viseringar.